# Matteo Marani
Matteo Marani (Bologna, 2 ottobre 1970) è un giornalista e dirigente sportivo italiano.
Già direttore del Guerin Sportivo (2008-2016) e di Sky Sport 24 (2016-2018), dal 2023 è presidente della Lega Italiana Calcio Professionistico.

## Biografia

### Giornalismo
Dopo la laurea in storia all'Università di Bologna, ha iniziato a occuparsi di giornalismo sportivo, in particolare di calcio. Per la carta stampata ha collaborato con testate nazionali come Il Messaggero, il Corriere dello Sport - Stadio e Il Sole 24 Ore. Lungo e duraturo è stato il suo legame con la rivista Guerin Sportivo, iniziato nel 1992 come semplice stagista e poi conclusosi con la direzione, incarico ricoperto dal 2008 al 2016. Sotto la sua direzione la testata si è rinnovata trasformandosi da settimanale a mensile e aprendo il suo primo sito web.
In ambito televisivo ha collaborato al programma Quelli che il calcio di Rai 2, passando poi nel 2016 alla vicedirezione di Sky Sport; dal marzo 2016 al gennaio 2018 è stato inoltre direttore di Sky Sport 24, divenendo quindi responsabile dell'area eventi calcio di Sky Italia. Per l'emittente satellitare, dal 2019 è inoltre autore e conduttore della serie monografica Storie di Matteo Marani.
Come scrittore è stato autore nel 2007 del libro Dallo scudetto ad Auschwitz, che a posteriori ha contribuito in maniera determinante alla riscoperta della figura di Árpád Weisz dopo decenni di oblìo: per quest'opera ha ricevuto sia il premio per la letteratura sportiva di Chieti nel 2009, sia quello intitolato ad Antonio Ghirelli nel 2014. Oltre alla professione giornalistica, tiene corsi sul linguaggio del giornalismo alla IULM di Milano e all'Università di Bologna.

### Calcio
In ambito FIGC, nel 2014 ha curato con Alessandra Maria Sette la mostra sulla storia della nazionale italiana all'Auditorium Parco della Musica di Roma. Già vicepresidente della Fondazione Museo del Calcio, nel 2020 viene nominato al vertice della stessa su proposta di Gabriele Gravina, presidente della FIGC.
Nel 2023 viene eletto presidente della Lega Italiana Calcio Professionistico superando l'altro candidato, Marcel Vulpis, vice del presidente uscente Francesco Ghirelli; l'anno seguente, candidato unico, viene confermato all'unanimità.

## Opere
- Dallo scudetto ad Auschwitz: vita e morte di Arpad Weisz, allenatore ebreo, 1ª edizione, Roma; Reggio Emilia, Aliberti, 2007, ISBN 978-88-7424-200-9.
- La Nazionale tra emozioni e storia: un secolo di calcio azzurro, catalogo a cura di Alessandra Maria Sette, Matteo Marani, Roma, Palombi, 2014, ISBN 978-88-6060-609-9.

## Riconoscimenti
- Premio USSI 1996
- Premio Piero Dardanello 2005
- Premio Beppe Viola 2010
- Premio Mario Sconcerti 2025